# Alluaudomyia ljatifeidae
Alluaudomyia ljatifeidae är en tvåvingeart som beskrevs av Remm 1967. Alluaudomyia ljatifeidae ingår i släktet Alluaudomyia och familjen svidknott. Inga underarter finns listade i Catalogue of Life.